# 近畿大学附属女子高校体罰死事件
近畿大学附属女子高校体罰死事件（きんきだいがくじょしこうこうたいばつしじけん）は、1995年（平成7年）7月17日に福岡県飯塚市の近畿大学附属女子高等学校（現・近畿大学附属福岡高等学校）で発生した体罰死事件。

## 概要
1995年（平成7年）7月17日の放課後に簿記の再々試験が行われ10人が受験した。この10人には該当生徒は含まれていなかった。だが試験が行われる教室の自分の席にこの生徒は座っており、試験が始まっても教室から出て行こうとはしなかった。教師は教室から出るように言ったが生徒は教室から出て行かないで、教室に置かれている鏡の前に行き、髪を整える仕草をして、スカートを折り曲げて校則違反になる短さにした。ここで教師は腹を立てて生徒を軽く一発叩いたが、生徒は素直に謝らずスカートも直さず教室から出て行ったというのが教師の主張であった。
そのとき教師はみんなの手前でこのまま見過ごすのは良くないし、問題行動が多く起きる夏休み前でもあることから、体罰を加えてでも指導しようと思った。そこから後ろに下駄箱がある場所で生徒を殴ったり突いたりしていた。そこで生徒は追い詰められて下駄箱に乗り上げるようになる。体を起こそうとして教師の手にしがみつくように教師の襟首を持ったところ、教師は立ち向かってきたものと思い、力任せに生徒を押した。そのときに生徒はコンクリートの柱で頭を強く打ち意識を失った。そこから生徒は病院に運ばれたが回復することはなく翌日に死亡した。
同年12月25日、教師に懲役2年の判決が申し渡された。